# Paul Klatt
Pour les articles homonymes, voir Klatt.
Paul Klatt (6 décembre 1896 – 6 juin 1973) était un général allemand qui a commandé la 3e division de montagne (Allemagne) pendant la Seconde Guerre mondiale. Il était titulaire de la croix de chevalier de la croix de fer avec feuilles de chêne. Capturé par les troupes soviétiques en mai de 1945, il est resté prisonnier jusqu'en octobre 1955.

## Biographie
Paul Klatt s'engage le 3 août 1914 dans le 57e régiment d'artillerie de campagne en tant que porte-drapeau, est promu lieutenant le 18 juin 1915 dans le 51e régiment d'infanterie et participe à la Première Guerre mondiale en tant que chef de section et de compagnie et adjudant de bataillon.

## Distinctions et décorations
- Croix de fer (1914)
  - Croix de fer de 2e classe (le 4 février 1916)
  - Croix de fer de 1re classe (le 12 mars 1920)
- Insigne des blessés (1914)
  - en noir (le 30 décembre 1919)
- Croix d'honneur en 1934
- Croix de fer (1939)
  - Croix de fer de 2e classe (le 30 mars 1940)
  - Croix de fer de 1re classe (le 8 décembre 1940)
- Insigne des blessés(1939)
  - en argent (le 9 janvier 1943)
  - en or (le 28 août 1944)
- Insigne de combat d'infanterie en argent (le 29 septembre 1944)
- Ordre de la Croix de la Liberté 3e classe avec épées (le 12 décembre 1941)
- Croix allemande en or (le 14 avril 1942)
- Croix de chevalier de la croix de fer avec feuilles de chêne
  - Croix de chevalier le 4 janvier 1943 comme Oberst et commandant du Gebirgsjäger-régiment 138[1]
  - Attribution des feuilles de chêne le 26 décembre 1944 comme Generalleutnant et commandant de la 3. Gebirgs-Division[2]
- Cité deux fois dans le Wehrmachtbericht (le 4 octobre 1944 et le 5 novembre 1944)